# Епархия Саванны
Епархия Саванны (лат. Dioecesis Savannensis) — епархия Римско-Католической церкви с центром в городе Саванна, США. Епархия Саванны входит в митрополию Атланты. Кафедральным собором епархии Саванны является Собор Иоанна Крестителя в городе Саванна.

## История
3 июля 1850 года Святой Престол учредил епархию Саванны, выделив её из епархий Чарлстона и Мобила. 9 января 1857 года епархия Саванны уступила часть своей территории апостольскому викариату Флориды (сегодня — Епархия Сент-Огастина). 5 января 1937 года епархия Саванны была переименована в епархию Саванны-Атланты.
2 июля 1956 года епархия Саванны-Атланты была разделена на епархию Саванны и епархию Атланты.
10 февраля 1962 года епархия Саванны вошла в митрополию Атланты.

## Ординарии епархии
- епископ Фрэнсис Ксавьер Гартланд[англ.] (23.07.1850 — 20.09.1854)
- епископ Джон Барри[англ.] (09.01.1857 — 19.11.1859)
- епископ Огюстен Веро[англ.] (14.07.1861 — 11.03.1870) — назначен епископом Сент-Огастина
- епископ Иньяцио Камилло Персико (11.03.1870 — 25.08.1872)
- епископ Уильям Хикли Гросс[англ.], CSsR (14.02.1873 — 01.02.1885) — назначен архиепископом Орегон-Сити
- епископ Томас Альберт Эндрю Беккер[англ.] (26.03.1886 — 29.07.1899)
- епископ Бенджамин Джозеф Кейли[англ.] (02.04.1900 — 18.03.1922)
- епископ Майкл Джозеф Киз[англ.] (27.06.1922 — 23.09.1935)
- епископ Джеральд Патрик Алоизиус О’Хара (26.11.1935 — 12.11.1959) — назначен титулярным архиепископом Пессинонте
- епископ Томас Джозеф Макдоноу[англ.] (02.03.1960 — 01.03.1967) — назначен архиепископом Луисвилла
- епископ Жерар Луи Фрей[англ.] (31.05.1967 — 07.11.1972) — назначен епископом Лафейетта
- епископ Рэймонд Уильям Лессард[англ.] (05.03.1973 — 07.02.1995)
- епископ Джон Кевин Боланд[англ.] (07.02.1995 — 19.07.2011)
- епископ Грегори Джон Хартмайер[англ.] (19.07.2011 — 05.03.2020) — назначен архиепископом Атланты
- епископ Стивен Дуглас Паркс[англ.] (с 08.07.2020)

## Источник
- Annuario Pontificio, Ватикан, 2005